# Orzivecchi
Orzivecchi är en ort och kommun i provinsen Brescia i regionen Lombardiet i Italien. Kommunen hade 2 456 invånare (2018).